# Associazione Calcio Bellinzona 2005-2006
Questa voce raccoglie le informazioni riguardanti l'Associazione Calcio Bellinzona nelle competizioni ufficiali della stagione 2005-2006.

## Stagione
La squadra fa il suo esordio in campionato il 16 Luglio 2005 contro il Chiasso.

## Organigramma societario
Area direttiva
- Presidente: Andrea Rege-Colet

Area tecnica
- Allenatore: Vladimir Petkovic

## Rosa
Aggiornata al 23.08.2005
| N. |                     | Ruolo | Calciatore         |
| -- | ------------------- | ----- | ------------------ |
| 1  | Italia (bandiera)   | P     | Lorenzo Bucchi     |
| 2  | Italia (bandiera)   | D     | Davide Belotti     |
| 4  | Italia (bandiera)   | D     | Giovanni Nicolussi |
| 5  | Svizzera (bandiera) | D     | Igor Djuric        |
| 6  | Svizzera (bandiera) | D     | Giuseppe Aquaro    |
| 7  | Svizzera (bandiera) | D     | Angelo Raso        |
| 8  | Romania (bandiera)  | C     | Cristian Todea     |
| 10 | Romania (bandiera)  | C     | Adrian Piț         |
| 11 | Svizzera (bandiera) | A     | Ivan Burla         |
| 12 | Svizzera (bandiera) | A     | Ron Cereghetti     |
| 13 | Svizzera (bandiera) | D     | Paolo Carbone      |

| N. |                      | Ruolo | Calciatore          |
| -- | -------------------- | ----- | ------------------- |
| 14 | Svizzera (bandiera)  | D     | Andrea Rotanzi      |
| 15 | Niger (bandiera)     | C     | Akande Ajide        |
| 16 | Italia (bandiera)    | C     | Massimo Coda        |
| 17 | Romania (bandiera)   | A     | Cristian Ianu       |
| 18 | Croazia (bandiera)   | D     | David Sugar         |
| 20 | Italia (bandiera)    | C     | Giuseppe Miccolis   |
| 21 | Italia (bandiera)    | C     | Guido Gallovich     |
| 21 | Italia (bandiera)    | C     | Giordano Pellegrino |
| 22 | Svizzera (bandiera)  | C     | Manuel Rivera       |
| 30 | Italia (bandiera)    | P     | Marco Murriero      |
| 33 | Argentina (bandiera) | A     | Salvador Mira       |

## Risultati

### Challenge League
| Chiasso 16 Luglio 2005, ore 19:30 CEST 1ª Giornata | Chiasso | 0 – 0 referto | Bellinzona | Riva IV (1 558 spett.)\| Arbitro: \| Grossen \| |
| Arbitro:                                           | Grossen |               |            |                                                 |

| Bellinzona 23 Luglio 2005, ore 19:30 CEST 2ª Giornata | Bellinzona | 0 – 0 referto | YF Juventus | Stadio Comunale (1 000 spett.)\| Arbitro: \| Fonseca \| |
| Arbitro:                                              | Fonseca    |               |             |                                                         |

| Arbitro: | Johann |

|                      |           |  |
| Diogo 69’ Njanke 77’ | Marcatori |  |

| Arbitro: | Rutz |

|                     |           |  |
| 64’ Todea 81’ Burla | Marcatori |  |

| Arbitro: | Studer |

|                               |           |                     |
| Curic 6’ (aut.) Gallovich 43’ | Marcatori | 39’ Brand 89’ Burri |

| Arbitro: | Petignat |

|                                                                  |           |              |
| Schultz 8’ Heiniger 29’ Malenovic 68’ Malenovic 78’ Nogueira 84’ | Marcatori | 4’ Gallovich |

| Bellinzona 27 agosto 2005, ore 19:30 CEST 7ª Giornata | Bellinzona | 0 – 0 referto | Wil | Stadio Comunale (600 spett.)\| Arbitro: \| Zimmermann \| |
| Arbitro:                                              | Zimmermann |               |     |                                                          |

| Arbitro: | Hänni |

|                       |           |          |
| Colina 7’ Morello 52’ | Marcatori | 8’ Todea |

| Arbitro: | Meier |

|  |           |                          |
|  | Marcatori | 2’ Alphonse 18’ Alphonse |

| Arbitro: | Käser |

|             |           |  |
| Tchouga 38’ | Marcatori |  |

| Arbitro: | Meroni |

|                       |           |  |
| Ganz 42’ Andreoli 76’ | Marcatori |  |

| Arbitro: | Von Känel |

|                  |           |  |
| Pit 9’ Burla 48’ | Marcatori |  |

| Arbitro: | Johann |

|                                |           |  |
| Miccolis 31’ Ianu 78’ Ianu 89’ | Marcatori |  |

| Arbitro: | Hänni |

|                                          |           |           |
| Ramos 11’ Sarni 38’ Ramos 71’ Fallet 90’ | Marcatori | 29’ Burla |

| Arbitro: | Bernold |

|                    |           |                         |
| Burla 18’ Ianu 46’ | Marcatori | 63’ Chapuisat 78’ Eudis |

| Arbitro: | Nobs |

|                    |           |  |
| Burla 14’ Ianu 90’ | Marcatori |  |

| Arbitro: | Wermelinger |

|                         |           |                                      |
| Stocklasa 32’ Burki 86’ | Marcatori | 4’ Ianu 55’ Ianu 57’ Rivera 63’ Ianu |

| Arbitro: | Petignat |

|                 |           |          |
| Pascariello 60’ | Marcatori | 3’ Ajide |

| Arbitro: | Fonseca |

|                |           |            |
| Pellegrino 28’ | Marcatori | 36’ Seoane |

| Arbitro: | Rutschi |

|  |           |                                                  |
|  | Marcatori | 12’ Cereghetti 15’ Cereghetti 69’ Ajide 90’ Ianu |

| Bellinzona 12 marzo 2006, ore 14:30 CEST 21ª Giornata | Bellinzona  | 0 – 0 referto | Chiasso | Stadio Comunale (500 spett.)\| Arbitro: \| Wermelinger \| |
| Arbitro:                                              | Wermelinger |               |         |                                                           |

| Arbitro: | Käser |

|                           |           |                         |
| Aquaro 26’ Pellegrino 86’ | Marcatori | 16’ Cirillo 46’ Cirillo |

| Arbitro: | Meier |

|                             |           |                              |
| Melina 49’ Niederhäuser 83’ | Marcatori | 13’ Todea 39’ Ianu 82’ Todea |

| Arbitro: | Bernold |

|                               |           |  |
| Pellegrino 11’ Cereghetti 87’ | Marcatori |  |

| Arbitro: | Grossen |

|  |           |          |
|  | Marcatori | 81’ Ianu |

| Arbitro: | Johann |

|  |           |                       |
|  | Marcatori | 63’ Yasar 82’ Preisig |

| Arbitro: | Fonseca |

|                             |           |                                              |
| Casasnovas 31’ Nogueira 46’ | Marcatori | 19’ Ajide 56’ Ajide 59’ Burla 65’ Cereghetti |

| Arbitro: | Circhetta |

|  |           |                          |
|  | Marcatori | 44’ Tchouga 8’ N'Tiamoah |

| Arbitro: | Studer |

|                       |           |  |
| Ianu 38’ Miccolis 44’ | Marcatori |  |

| Arbitro: | Bernold |

|  |           |                    |
|  | Marcatori | 61’ Ianu 87’ Ajide |

| Arbitro: | Petignat |

|                                      |           |  |
| Mièville 20’ Chapuisat 51’ Eudis 65’ | Marcatori |  |

| Arbitro: | Laperrière |

|           |           |                       |
| Ajide 68’ | Marcatori | 49’ Ramos 90’ Delgado |

| Arbitro: | Studer |

|                                                 |           |  |
| Santana 10’ Renfer 37’ Santana 59’ Bengondo 68’ | Marcatori |  |

| Bellinzona 13 maggio 2006, ore 17:30 CEST 34ª Giornata | Bellinzona | 0 – 0 referto | Vaduz | Stadio Comunale (550 spett.)\| Arbitro: \| Bernold \| |
| Arbitro:                                               | Bernold    |               |       |                                                       |

### Coppa Svizzera
| Arbitro: | Bernold |

|  |           |         |
|  | Marcatori | Pit 80’ |

| Arbitro: | Meier |

|  |           |                    |
|  | Marcatori | 50’ Burla 60’ Ianu |

| Arbitro: | Salm |

|               |           |  |
| Obradovic 79’ | Marcatori |  |

## Statistiche

### Statistiche di squadra
| Competizione     | Punti | In casa | In casa | In casa | In casa | In casa | In casa | In trasferta | In trasferta | In trasferta | In trasferta | In trasferta | In trasferta | Totale | Totale | Totale | Totale | Totale | Totale | DR |
| Competizione     | Punti | G       | V       | N       | P       | Gf      | Gs      | G            | V            | N            | P            | Gf           | Gs           | G      | V      | N      | P      | Gf     | Gs     | DR |
| ---------------- | ----- | ------- | ------- | ------- | ------- | ------- | ------- | ------------ | ------------ | ------------ | ------------ | ------------ | ------------ | ------ | ------ | ------ | ------ | ------ | ------ | -- |
| Challenge League | 46    | 17      | 5       | 8       | 4       | 19      | 15      | 17           | 7            | 2            | 8            | 24           | 30           | 34     | 12     | 10     | 12     | 43     | 45     | -2 |
| Coppa Svizzera   | -     | 0       | 0       | 0       | 0       | 0       | 0       | 3            | 2            | 0            | 1            | 3            | 1            | 3      | 2      | 0      | 1      | 3      | 1      | 2  |
| Totale           | -     | 17      | 5       | 8       | 4       | 19      | 15      | 20           | 9            | 2            | 9            | 27           | 31           | 37     | 14     | 10     | 13     | 46     | 46     | 0  |